# Pseudibis papillosa
Pseudibis papillosa е вид птица от семейство Ибисови (Threskiornithidae).

## Разпространение
Видът е разпространен в Индия, Непал и Пакистан.